# Winston Gordon
Winston Alanzo Gordon (ur. 9 listopada 1976) – brytyjski judoka. Trzykrotny olimpijczyk. Zajął piąte miejsce w Atenach 2004, dziewiąte w Londynie 2012 i dwudzieste w Pekinie 2008. Walczył w wadze średniej.
Siódmy na mistrzostwach świata w 2007 i siedemnaste w 2010; uczestnik zawodów w 2001, 2003, 2005, 2009 i 2011. Startował w Pucharze Świata w latach 1998–2002, 2004, 2006–2008, 2010 i 2011. Triumfator igrzysk Wspólnoty Narodów w 2002, gdzie reprezentował Anglię. Brązowy medalista mistrzostw Europy w 2006; piąty w 2002; siódmy w 1998 i 1999, a także drugi w drużynie w 2000. Wygrał mistrzostwa Wspólnoty Narodów w 2000 i trzeci w 1996 roku. 

## Letnie Igrzyska Olimpijskie 2004
| Konkurencja | Eliminacje           | Eliminacje                     | Eliminacje              | Finały                  | Finały                | Klas. końcowa |
| Konkurencja | Przeciwnik I         | Przeciwnik II                  | 1/4                     | 1/2                     | o 3 miejsce           | Miejsce       |
| ----------- | -------------------- | ------------------------------ | ----------------------- | ----------------------- | --------------------- | ------------- |
| 90 kg       | Daniel Kelly (AUS) Z | José Vicbart Geraldino (DOM) Z | Carlos Honorato (BRA) Z | Zurab Zwiadauri (GEO) P | Mark Huizinga (NED) P | 5.            |

## Letnie Igrzyska Olimpijskie 2008
| Konkurencja | Eliminacje               | Klas. końcowa |
| Konkurencja | Przeciwnik I             | Miejsce       |
| ----------- | ------------------------ | ------------- |
| 90 kg       | Khurshid Nabiyev (UZB) P | 20.           |

## Letnie Igrzyska Olimpijskie 2012
| Konkurencja | Eliminacje              | Eliminacje              | Klas. końcowa |
| Konkurencja | Przeciwnik I            | Przeciwnik II           | Miejsce       |
| ----------- | ----------------------- | ----------------------- | ------------- |
| 90 kg       | Alexandre Émond (CAN) Z | Kiriłł Dienisow (RUS) P | 9.            |